# Asparagus saundersiae
Asparagus saundersiae är en sparrisväxtart som beskrevs av John Gilbert Baker. Asparagus saundersiae ingår i släktet sparrisar, och familjen sparrisväxter. Inga underarter finns listade i Catalogue of Life.